# 新港信号場
新港信号場（しんみなとしんごうじょう）は、千葉県千葉市美浜区新港にある、東日本旅客鉄道（JR東日本）京葉線の信号場である。

## 概要
稲毛海岸駅と千葉みなと駅の間に、稲毛海岸駅から蘇我方面へおよそ1.5km程行ったところに存在する。ここは千葉貨物ターミナル駅跡地で、同駅の廃止後に配線を変更、京葉線での貨物列車運行再開時に信号場として開設されたものである。このため、一時期は千葉貨物ターミナル駅跡が広大な空き地となっていたが、再開発が行われた結果、ショッピングモールのミハマニューポートリゾート（※2021年12月31日で閉館）やその他の施設が開業している。

## 歴史
- 2000年（平成12年）12月2日：京葉線貨物列車運行再開に伴い開設。

## 構造
上下本線各1本の間に下り待避線が1本設けられている。この場所はちょうど高架線から地上線へ降りる場所であるため本線には勾配が発生しているが、待避線のみ転動防止のために高架線を蘇我方まで延長して勾配のない構造としている。長編成の貨物列車待避のために有効長も長く、基本的に貨物列車待避用の信号場として機能している（稀に臨時列車が待避する事もある。）
この下り待避線に使用されている高架線は、かつては上り線用として使用されていたものである。千葉貨物ターミナル廃止後、跡地の一部を使用して上り線を海側（進行方向左側）の地上部分に移設し、その後、元の上り線で使用していた高架線を配線変更を加えて下り待避線として転用した。
現在下り待避線となっている元の上り線が高架構造となっているのは、京葉線が元々貨物線として設計されており、（この地にあった）千葉貨物ターミナル駅に到着する下り貨物列車が上り線を支障しないようにするために、入場分岐線と交差する部分の上り線を高架としたものである。この交差箇所をクリアするために、この部分では下り線が地上にあるのに対し、上り線のみが高架となっていたのだが、実際に入場分岐線が敷設されることはなかった。
千葉貨物ターミナル駅からは上り方向への貨物列車の進行も想定されていたため、同駅西端には高架となっている上り線（現・下り待避線）に合流するための上り勾配の出発線用取り付け高架が造られており、この部分は現在の上り線に活用されている。

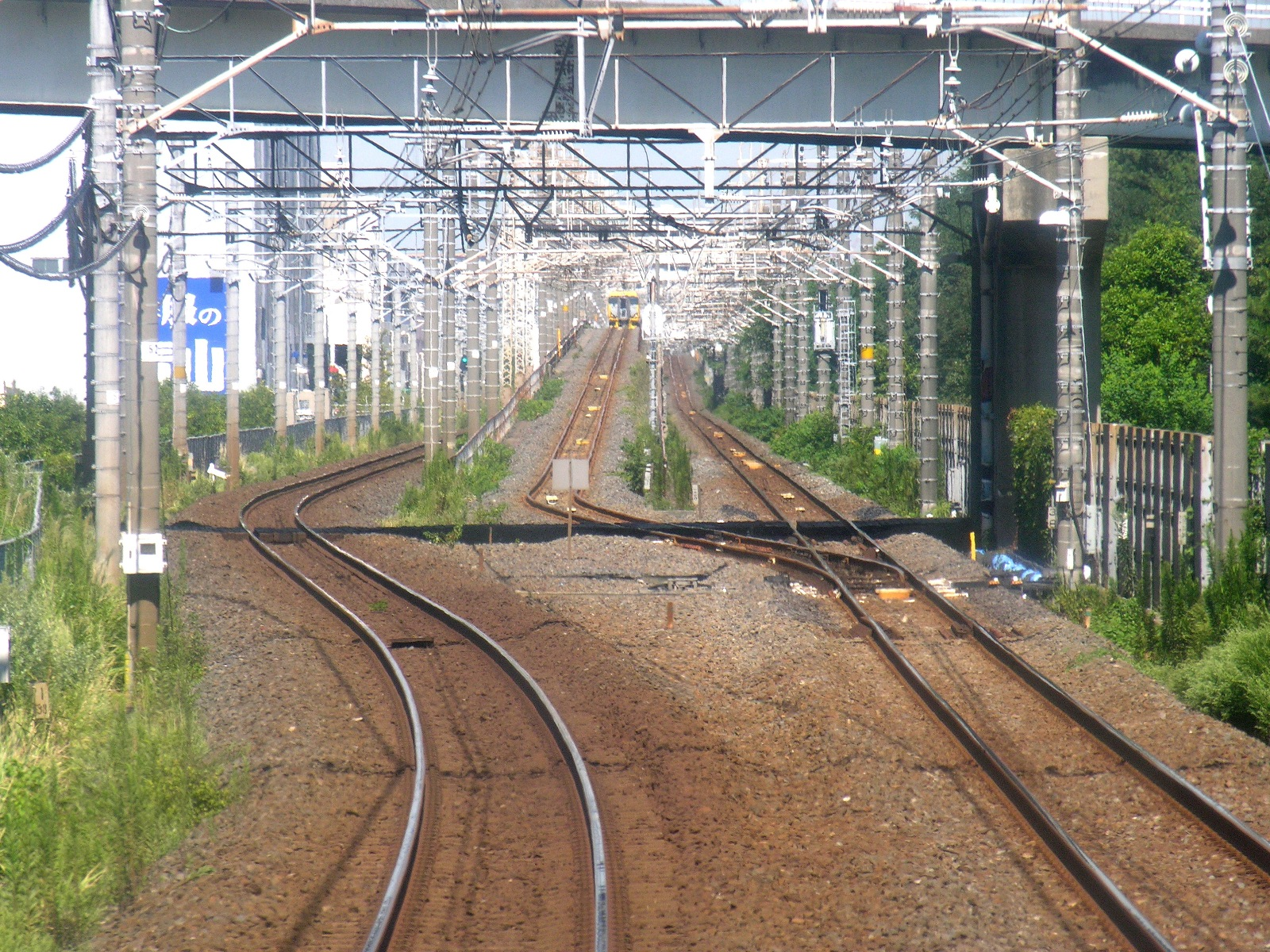
蘇我方から見た新港信号場。
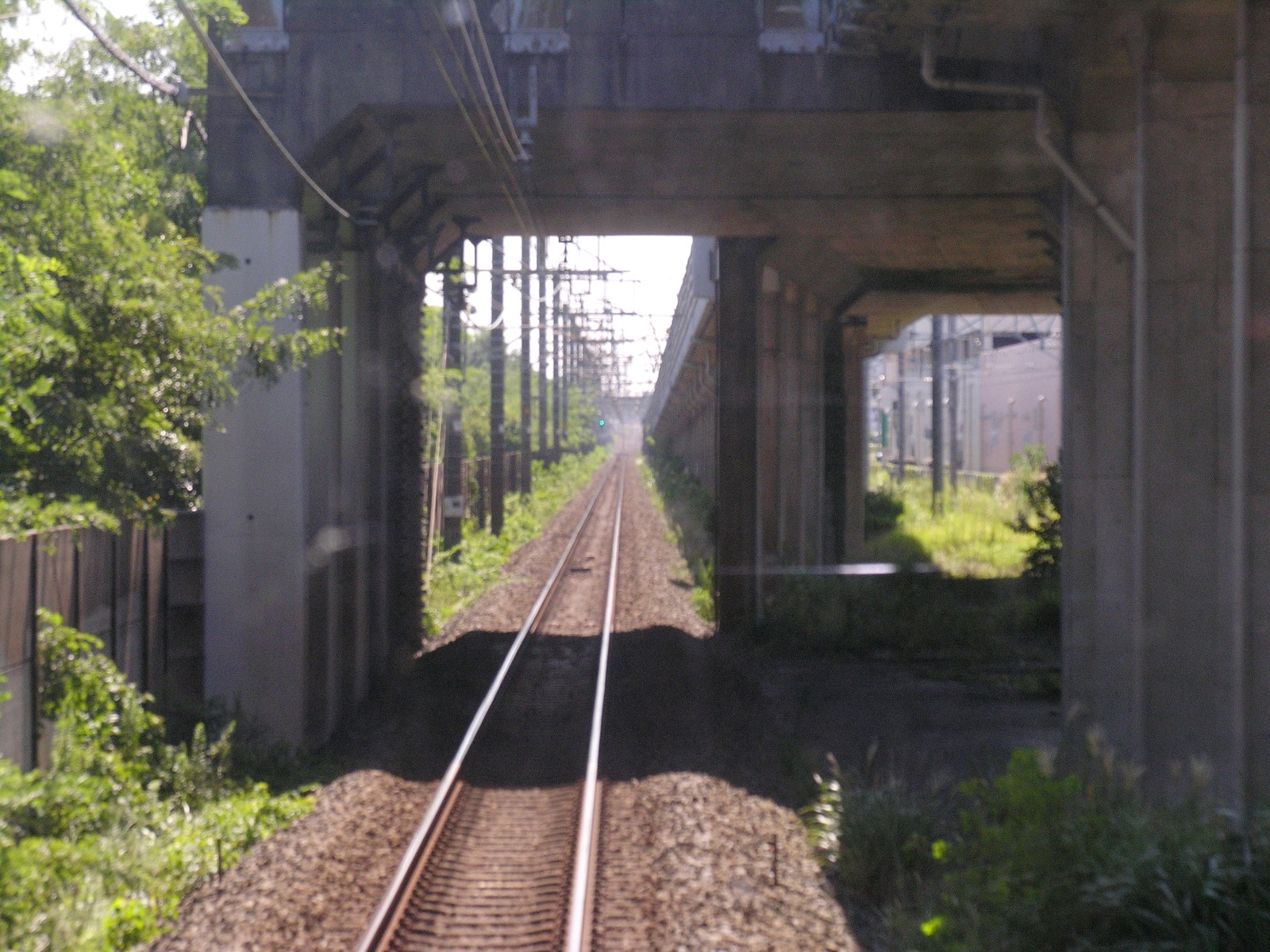
待避線の下にある、千葉貨物ターミナル駅への入場分岐線が敷設される予定だったスペース。

## 周辺
- 日本通運千葉中央支店
- 全国通運千葉営業所
- マツダ流通センター
- ミスターマックス
- ミハマニューポートリゾート
- ちばシティバス本社・新港車庫

## 隣の駅
東日本旅客鉄道（JR東日本）
 京葉線
稲毛海岸駅（JE 16）- 新港信号場 - 千葉みなと駅（JE 17）